# Skalnica darniowa
Skalnica darniowa (Saxifraga exarata subsp. moschata (Wulfen) Cavill) – podgatunek skalnicy Saxifraga exarata Vill., we florze Polski uważany  za odrębny gatunek i opisywany jako Saxifraga moschata Wulfen. 

## Rozmieszczenie geograficzne
Występuje w górach Europy Południowej i Środkowej. Na wschód jej zasięg ciągnie się przez północne Bałkany, Kaukaz i Ałtaj po Sajany. W Karpatach występuje tylko w Tatrach i na Małej Fatrze. W Polsce występuje tylko w Tatrach, gdzie jest rośliną dość pospolitą.

## Morfologia
PokrójRoślina darniowa o wysokości 2–12 cm. Cała roślina jest gruczołowato owłosiona miękkimi i członowanymi włoskami.
ŁodygaWzniesiona lub podnosząca się, o jasnozielonej barwie, słabo ulistniona, lub nieulistniona. Oprócz szczytowych pędów kwiatowych istnieją pędy płonne.
LiścieJasnozielonej barwy, głównie w przyziemnej różyczce, bez wypotników. Są zazwyczaj 3–5 (rzadko do 7) klapowe, niektóre listki są niepodzielone. Liście o stopniowo zwężającej się nasadzie i podługowatych lub równowąskich odcinkach. Są całobrzegie.
KwiatyWyrastają po kilka (2–10) na szczycie łodyg kwiatowych, tworząc grono lub wiechę. Mają żółtozieloną barwę, są 5-krotne. Podługowato jajowate płatki korony są 1,3–1,7 razy dłuższe od działek kielicha. Tępo zakończone działki mają ogruczolone brzegi. Słupek z dwoma szyjkami, wyżej niż do połowy zrośnięty z dnem kwiatowym.

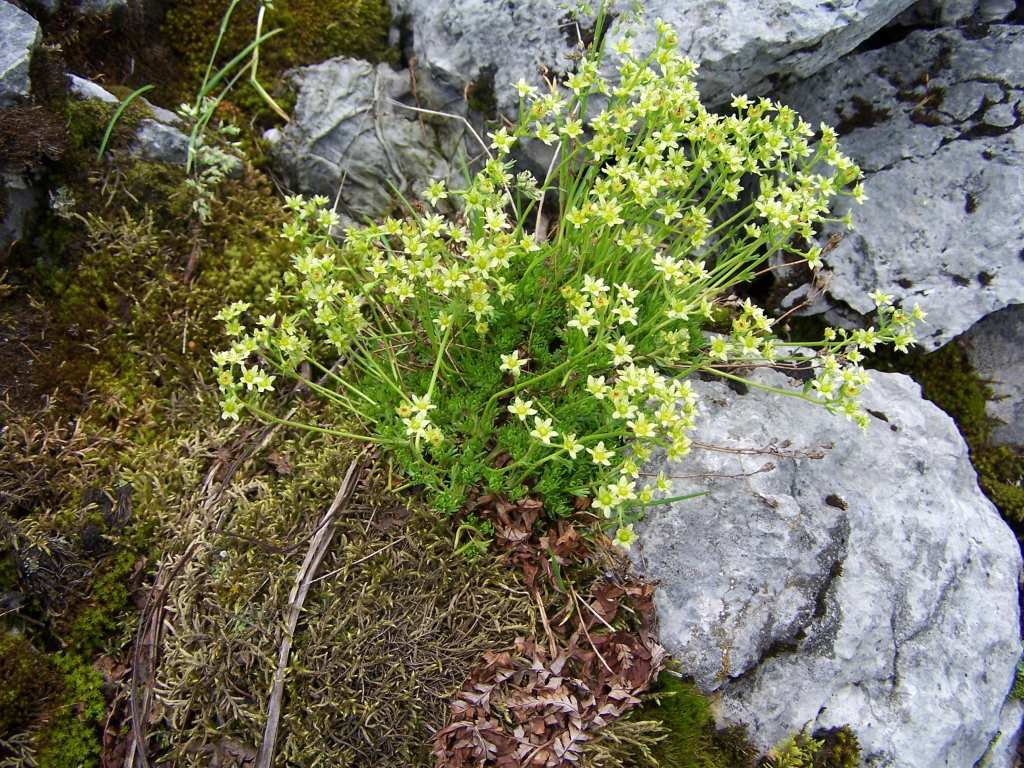
Pokrój
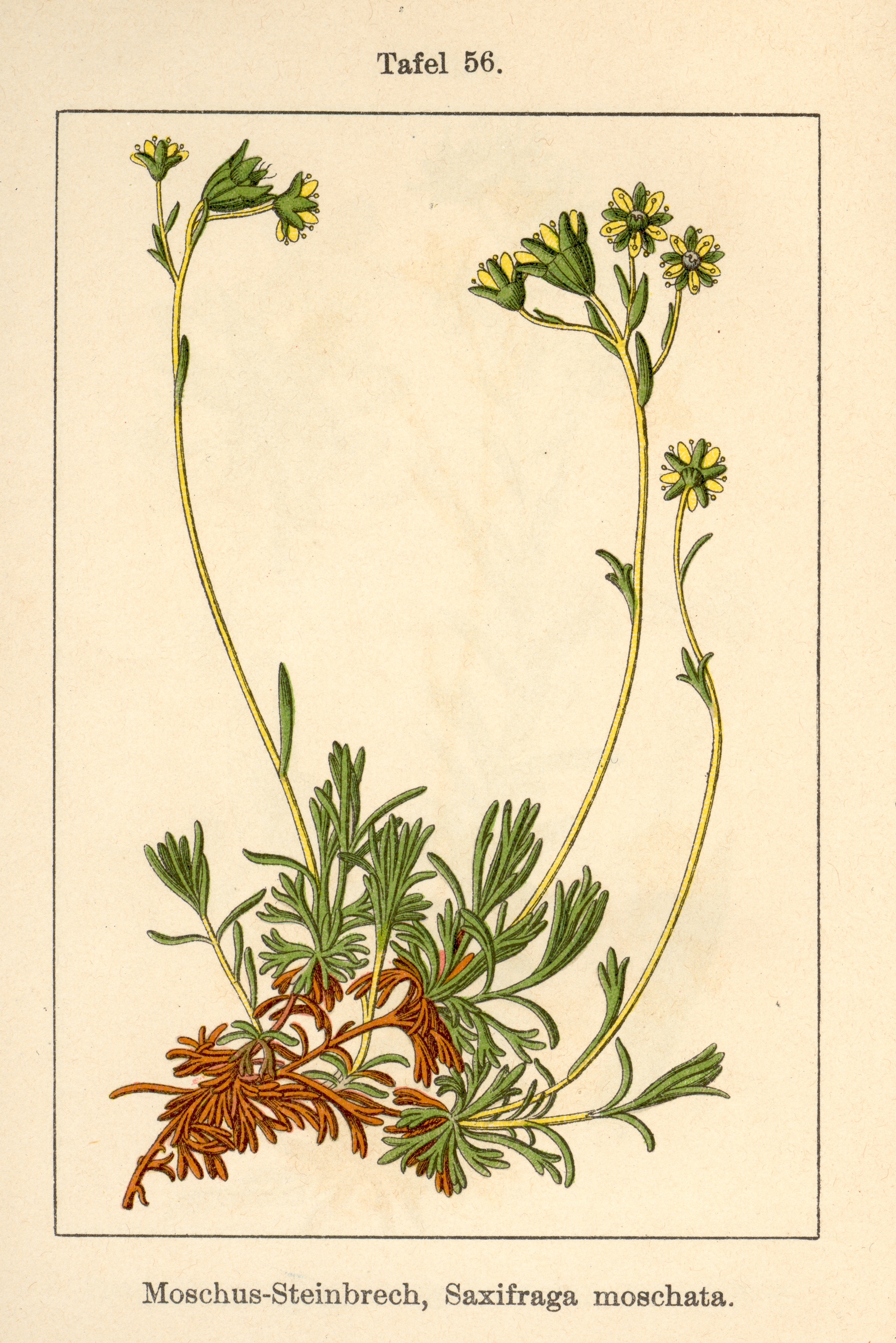
Morfologia
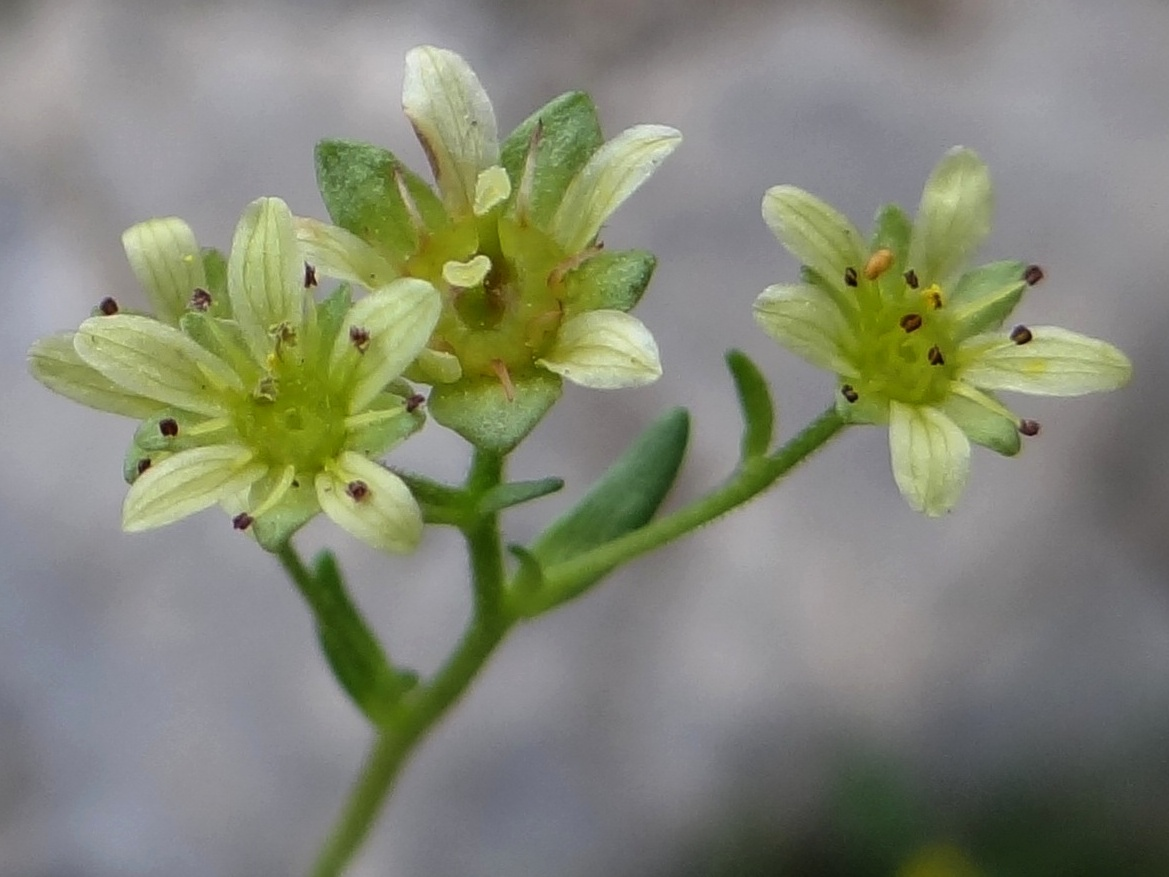
Kwiaty

## Biologia i ekologia
- Rozwój: bylina, chamefit. Kwitnie od czerwca do sierpnia[6].
- Siedlisko: wilgotne skały i piargi. Niskie murawy, rumowiska skalne. W Tatrach występuje od regla dolnego (rzadko) po piętro turniowe, zarówno na podłożu wapiennym, jak i granitowym[6].

## Gatunki podobne
Opisano trzy podobne do siebie podgatunki:
- Saxifraga exarata subsp. basaltica (Braun-Blanq.) Jalas (skalnica darniowa bazaltowa) – występuje tylko w Karkonoszach. Według Czerwonej listy roślin i grzybów Polski (2006) jest taksonem wymierającym, krytycznie zagrożonym (kategoria zagrożenia E)[8]. W wydaniu z 2016 roku otrzymała kategorię CR (krytycznie zagrożony)[9]
- Saxifraga exarata Wulfen subsp. dominii Soó em. Pawłowska – występuje w Tatrach na podłożu wapiennym. Endemit zachodniokarpacki.
- Saxifraga exarata Wulfens ubsp. kotulae Pawłowska – występuje w Tatrach na podłożu granitowym. Endemit zachodniokarpacki.